# STEM-delegationen
STEM-delegationen (U 2025:01) är en svensk statlig kommitté som tillsattes efter beslut av regeringen Kristersson den 20 februari 2025. Kommittén ska verka för att fler i Sverige utbildas de så kallade STEM-ämnena, det vill säga naturvetenskap, teknik, ingenjörsvetenskap och matematik. Tillsättandet av utredningen sammanföll med att regeringen beslutade om en STEM-strategi för Sverige. Kommittén ska redovisa sitt uppdrag senast den 2 december 2027.

## Uppdrag
Efter ett arbete som initierades av utbildningsminister Mats Persson kunde dennes efterträdare Johan Pehrson presentera en STEM-strategi för Sverige den 24 februari 2025. I strategin konstaterade regeringen att fler behöver välja en utbildning inom STEM. STEM-delegationen tillsattes för att samordna det offentligas och näringslivets aktiviteter och stärka samverkan mellan näringsliv och utbildningsaktörer inom området. Delegationen ska också lyfta fram och sprida goda exempel på insatser. Delegationen fick också ett särskilt uppdrag att verka för att öka flickors och kvinnors intresse för naturvetenskap och teknik. Dessutom ska den "beakta förutsättningarna för att integrera samhällsvetenskapliga, innovativa, humanistiska och konstnärliga element i utbildningar inom STEM".

## Ledamöter
Följande förordnades som ledamöter i samband med kommitténs tillsättande:
- Pia Sandvik, vd Teknikföretagen (ordförande)
- Jens Bjelvenmark, lärare Gullmarsgymnasiet
- Preeti Gahlawat, lärare Rödabergsskolan
- Selma Hodzic, ordförande Girls in STEM
- Jonatan Lamy, ordförande Sveriges Elevkårer
- Ulrika Lindstrand, förbundsordförande Sveriges Ingenjörer
- Sara Mazur, verkställande ledamot Knut och Alice Wallenbergs stiftelse
- Martin Nilsson Jacobi, rektor Chalmers tekniska högskola
- Peter Skogh, museidirektör Tekniska museet
- Anna Valtonen, rektor Konstfack
- Magnus Wallerå, generaldirektör Myndigheten för yrkeshögskolan
- Marcus Wandt, astronaut Europeiska rymdorganisationen